# Taurino de Évreux
Taurino de Évreux também conhecido como Saint Taurin foi o primeiro bispo e evangelizador de Évreux na atual Normandia. Ele é um mártir  e santo católico festejado a 11 de agosto.   .

### Obras historicas
- (em francês) Patrice Lajoye, «Le dieu à la lance et au taureau: Gisacus», Bulletin de la Société de mythologie française, n° 222, Actes du congrès de Yerville, II parte: le Taureau et la Déesse, 2006, pp. 34-39.
- (em francês) Georges Bonnenfant, Histoire du diocèse d'Évreux, Paris, 1933.
- (em francês) Histoire et géographie du département de l'Eure, Rateau et Pinet, 1870 ; nuova edizione 1988.
- (em francês) Jacques Charles, Connaissance de l'Eure, 1988 (ried. luglio 1991), numero 81, pp. 26–27.